# Тома Костић
Тома Костић Срећко (Братмиловце, 1900 — Биљаница, 1942) био је млинарски радник, револуционар, члан Комунистичке партије Југославије и припадник НОВЈ.

## Биографија
Рођен је 1900. године у селу Братмиловцу код Лесковца у сиромашној породици. Није редовно похађао основну школу, а као веома млад морао је да нађе запослење у лесковачкој индустрији. Након одслуженог војног рока запослио се као млинарски радник у млину Соколовића у Лесковцу. На том радном месту упознао је Косту Стаменковића и од њега по први пут сазнао за раднички покрет. Убрзо након тога почело је њихово непосредно дружење и сарадња.
Тома је, уочи Другог светског рата, по одлуци Партије био кандидован на листи опозиције као Костин заменик. Током изборне кампање, 1938. године, одржавао је велики број зборова у граду и околним селима. Непосредно по одржаним изборима ухапшен је и провео је у затвору 15 дана. По изласку из затвора наставио је са организовањем синдикалног покрета одржавајући састанке са радницима по лесковачким фабрикама. Био је организатор и учесник многих штрајкова. После једног успешно одржаног штрајка текстилних радника тешко је повређен оштрим предметом у леђа.
У пролеће 1940. године, по директиви ПК КПЈ за Србију, постављен је за секретара Месног комитета КПЈ Лесковац. Као секретар МК КПЈ Лесковац допринео је постављању веома важног задатка који се тицао даљег развијања и вођења идеолошке борбе у редовима радничке класе и јачању борбе и стварању услова рада и живота. На окружној партијској конференцији одржаној септембра 1940. године Тома Костић изабран је за члана Окружног комитета КПЈ Лесковац. У његовој кући у Братмиловцу одржано је окружно партијско саветовање 22. јуна 1941. године.
У време априлског рата 1941. године мобилисан је, али се десетак дана по капитулацији бивше југословенске војске вратио кући. По повратку кући непрекидно је радио на прикупљању оружја и муниције које је закопавао у њиву, недалеко од своје куће.
Првих дана устанка и диверзантских акција његова кућа била је место окупљања илегалних партијских радника. Ту су се штампали леци, сакривао илегални материјал и крили илегални радници.
У јесен 1941. године отишао је у партизане на планину Кукавицу. Међутим, врло брзо, на предлог Косте Стаменковића и по одлуци ОК КПЈ, са Петром Кулићем и двојицом партизана из Кукавичког НОП одреда, упућен је за заменика команданта Бабичког НОП одреда.
Као заменик команданта Бабичког партизанског одреда погинуо је 4. фебруара 1942. године на мосту код Биљанице у највећој и најжешћој борби коју је Бабички НОП одред водио.

## Спомен-бисте
Његове спомен-бисте налазе се на неколико локација у Лесковцу. Биста у насељу „Тома Костић” првобитно је била постављена испред Железничке станице. Када је плато испред станице уређиван пребачена је на садашњу локацију а насеље у коме је постављена од тада носи његово име. На откривању је говорио Витко Аранћеловић а аутор бисте је проф. Душан Николић.
Друга биста налази у некадашњем предузећу „Тома Костић”, а откривена је фебруара 1985. године. Том приликом говорио је Милорад Вељковић. Аутор ове бисте је академски вајар Александар Шакић из Ниша.
Трећа биста се налази у родном Братмиловцу, код некадашње школе, а сад вртића. Главна улица у Братмиловцу носи име по њему. Једна улица, поред старог млина, носи име по његовом сину, који је страдао у Норвешкој у логору, Божидар Костић.